# Ronan Guilfoyle
Ronan Guilfoyle (Dublin, 5 maart 1958) is een Ierse jazz-bassist en componist.
Guilfoyle studeerde contrabas en improvisatie aan Banff Centre for the Arts in Canada, bij docenten als John Abercrombie, Dave Holland en Steve Coleman (1986-1987). Hij speelde met onder meer Joe Lovano, Dave Liebman, Brad Mehldau en Larry Coryell en sinds midden jaren tachtig leidt hij zijn eigen groepen. Hij componeerde voor allerlei ensembles en organisaties, ook klassieke ensembles. In 1997 won hij de Julius Hemphill Jazz Composition Competition. Guilfoyle schreef het boek 'Creative Rhythmic Concepts for Jazz Improvisation'. Hij is directeur jazz aan Newpark Music Centre in Dublin.

## Discografie
Als leider:
- Bird, IMC Records, 2003
- Exit, PMP Records, 2004
- Renaissance Man, SteepleChase Records, 2012